# Cserkészpark

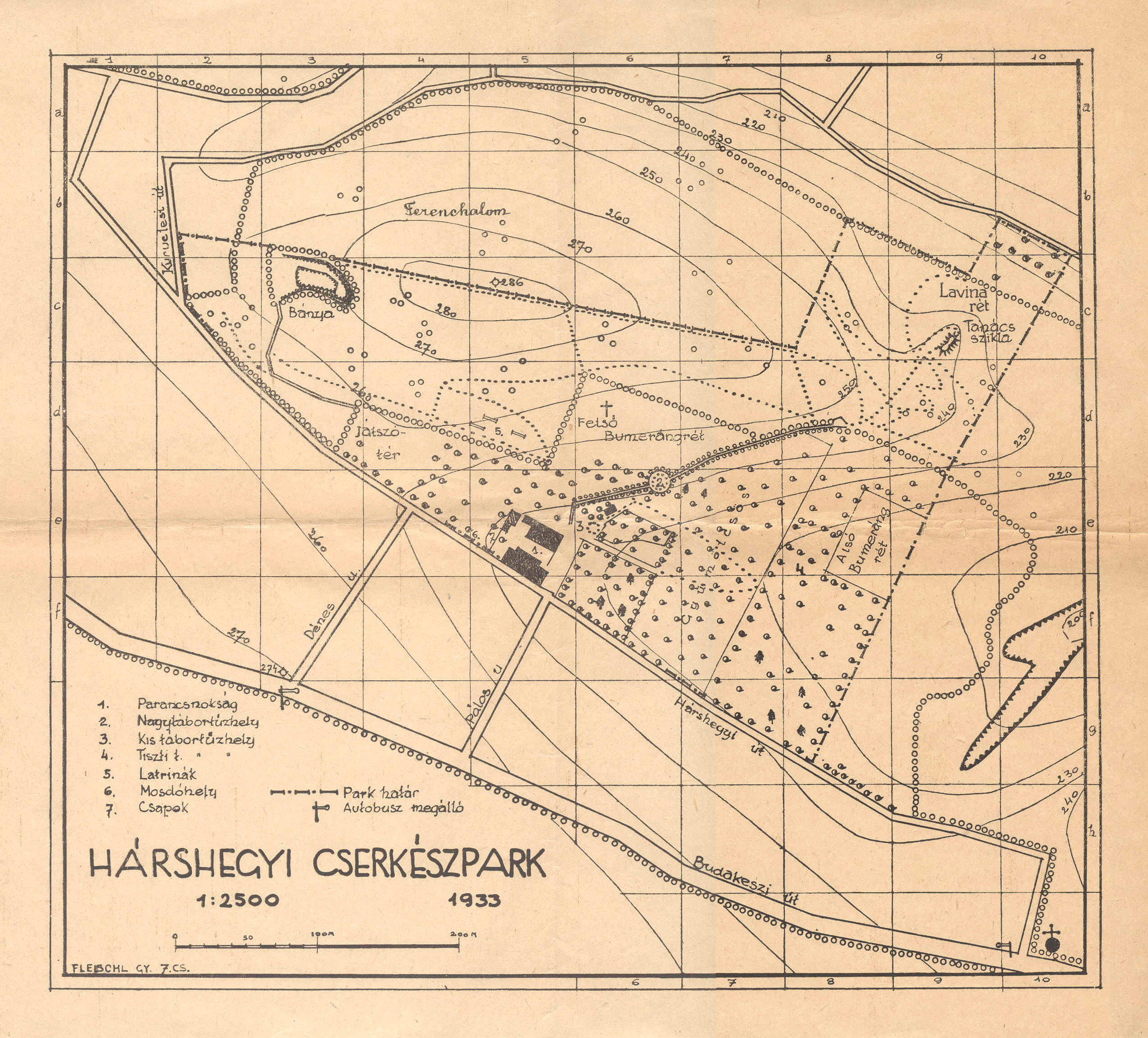
Hárshegy Cserkészpark

A cserkészpark egy ifjúsági központ, szállás- és táborhely. Lehet a természetben vagy ahhoz közel, de lehet városban, településen belül is.

## Története
A világ első cserkészparkja a Brit Cserkészszövetség (The Scout Association) által 1919-ben megvásárolt London melletti Gilwell Parkban(en), egy felnőttképzési központ és cserkész táborhely.
Budapesten is létesült cserkészpark a két világháború között, a Hárshegy oldalában.

## Működése
A parkot cserkészek - jórészt önkéntes munkában - működtetik, de nem csak cserkészek részére. Törekszenek rá, hogy barátságos légkör és cserkész szellemiség töltse be a helyet, ennek jegyében az üzemeltetés során külön ügyelnek a természet- és környezetvédelemre is.
Az önkéntesség a cserkészet alapját is jelenti. A parkok lehetőséget biztosítanak külföldi cserkészeknek a parkban való munkára, ahol ezért cserébe szállást és ellátást kapnak (általában ez a rendszer) és szabadidejükben ismerkedhetnek az országgal.
A cserkészparkok minden esetben kapcsolatban állnak az adott ország szövetségével vagy egy cserkészcsapattal vagy valamilyen egyéb cserkész szervezettel.

## Külső hivatkozások
- Közép-európai Cserkészpark - Csobánka Archiválva 2008. szeptember 13-i dátummal a Wayback Machine-ben
- Szrilich Pál Cserkészpark
- Nagybugaci Cserkészház
- A Palásti Cserkészházról - sajnos jobbat nem találtam, pedig nagyon szép, jó hely Felvidéken
- Cserkészparkok Nagy-Britanniában
- Berva-völgyi Cserkészpark; Egerben, a Bükk lábánál